# Ibrahim Danlad
Ibrahim Danlad (Acra, 2 de diciembre de 2002) es un futbolista ghanés que juega en la demarcación de portero para el Asante Kotoko S. C. de la Liga Premier de Ghana.

## Selección nacional
Tras jugar con la selección de fútbol sub-17 de Ghana, la sub-20 y la sub-23, finalmente debutó con la selección absoluta el 24 de julio de 2022 en un partido del Campeonato Africano de Naciones de 2022 contra Benín, encuentro que finalizó con un resultado de 3-0 a favor del combinado ghanés tras los goles de Gladson Awako, Mohammed Alhassan y Daniel Afriyie. En 2022 fue convocado por el seleccionador Otto Addo para disputar la Copa Mundial de Fútbol de 2022 con la selección de fútbol de Ghana.

## Clubes
| Club                          | País  | Año       | Partidos | Goles |
| ----------------------------- | ----- | --------- | -------- | ----- |
| Asante Kotoko S. C.           | Ghana | 2016-2019 | 4        | 0     |
| Berekum Chelsea FC (cedido)   | Ghana | 2019-2020 | 14       | 0     |
| King Faisal Babes FC (cedido) | Ghana | 2020-2021 | 12       | 0     |
| Asante Kotoko S. C.           | Ghana | 2021-     | 20       | 0     |